# Blauer Panther – TV & Streaming Award
Der Blaue Panther – TV & Streaming Award (von 1989 bis 2021 Bayerischer Fernsehpreis) ist eine Auszeichnung für Schaffende im Bereich der Fernseh- und Internetunterhaltung. Seit 1989 wird der Fernsehpreis jährlich von der Bayerischen Staatsregierung für herausragende Leistungen im deutschen Fernsehen und neu ab 2022 auch für Produktionen von Streaminganbietern und Social-Media-Plattformen mit einem Sitz in Deutschland vergeben. Die Gewinner der Auszeichnung bekommen seit 2022 keine Preisgelder mehr. Es wird seither für den prämierten Nachwuchs eine Förderung von 10.000 Euro ausgeschüttet. Die Verleihung findet, anders als bisher, während einer Show statt.
Ausgezeichnet wurden bis 2021 Beiträge aus den Bereichen Fernsehfilm, Fernsehspiel, Fernsehserie, Unterhaltungsprogramm, Informationssendung, Kultursendung und Bildungsangebot. Außerdem wurde der undotierte Ehrenpreis des bayerischen Ministerpräsidenten verliehen. Als Preisstatue wird der Blaue Panther übergeben, eine Figur aus weißem Porzellan der Porzellanmanufaktur Nymphenburg. Das Preisgeld belief sich bis 2021 auf 10.000 Euro.
Erstmals in seiner Geschichte wurden 2022 in der Kategorie Fiktion zwei Publikumspreise vergeben. Zur Wahl standen je drei Produktionen, ausgewählt von der Jury des Blauen Panther, für die Preise „Beliebteste Serie“ und „Beliebtester Film“, über die online abgestimmt werden konnte.

## Preisträger

### 2025
Die 37. Verleihung des Blaue Panther – TV & Streaming Award soll am 22. Oktober 2025 in der BMW Welt in München stattfinden und auf 3sat ausgestrahlt werden.
- Miroslav Nemec und Udo Wachtveitl, Ehrenpreis des Bayerischen Ministerpräsidenten[4]

Publikumsvoting für die „Beliebteste Reality-Serie“ in der Kategorie Entertainment:
- Bushido & Anna-Maria – Alles auf Familie
- Diese Ochsenknechts
- Kaulitz & Kaulitz

### 2024
Die 36. Verleihung des Blaue Panther – TV & Streaming Award fand am 23. Oktober 2024 in der BMW Welt in München statt und wurde vom BR Fernsehen ausgestrahlt.
Moderation: Eva Karl-Faltermeier und Steven Gätjen
- Dieter Nuhr, Ehrenpreis des Bayerischen Ministerpräsidenten[6]
- Nominierungen und Auszeichnungen:[7]
  - Beste Schauspielerin:[8]
    - Sira-Anna Faal für Pauline
    - Anna Schudt für Push
    - Katharina Stark für Deutsches Haus

  - Bester Schauspieler:
    - Aaron Altaras für Die Zweiflers
    - David Kross für Kafka
    - Phil Laude für Almania (2. Staffel)

  - Beste Serie:[9]
    - Die Zweiflers von David Hadda und Martin Danisch (Produzenten) für Turbokultur (ARD Mediathek)
    - Liebes Kind von Tom Spieß und Friederich Oetker (Produktion) für Constantin Television (Netflix)
    - Maxton Hall – Die Welt zwischen uns von Markus Brunneman und Ceylan Yildirim (Produktion) für UFA Fiction (Prime Video)

  - Publikumspreis für den beliebtesten Social Media Content[10]
    - Bodo Wartke und Marti Fischer für Barbaras Rhabarberbar
    - Sophia-Lin Schirmer für ihre Frage Wieso gibt es keinen Elternführerschein?
    - Tahsim Durgun für Danke, hier das Rezept

Weitere Preisträger
- Daphne Ferraro als Headwriterin von Maxton Hall – Die Welt zwischen uns[7]
- Marvin Kren als Creator und Showrunner von Crooks
- NeueSuper für die Produktion und an Marcus H. Rosenmüller für die Regie von Neue Geschichten vom Pumuckl
- Kategorie Entertainment
  - Heidi Klum als Gastgeberin und Moderatorin für die Produktion Germany’s Next Topmodel by Heidi Klum, Staffel 19[11]
  - Jan Böhmermann als Host und Moderator der Show Lass dich überwachen!
- Kategorie Information / Journalismus
  - Sophie von der Tann für ihre Berichterstattung aus Nahost (Brennpunkt Eskalation in Nahost, Weltspiegel extra: Krieg in Nahost und andere)
  - Andreas Pichler (Regie) für die Dokumentation Gefährlich nah – Wenn Bären töten
- Kategorie Kultur / Bildung
  - Raymond Ley und Hannah Ley für das Buch und die Regie von Ich bin! Margot Friedländer
  - Jan N. Lorenzen für das Buch und die Regie von Wir waren in der AfD – Aussteiger berichten
- Nachwuchspreis der Bayerischen Staatskanzlei
  - Lorenzo Germeno für seine Rolle in Nackt über Berlin

### 2023
Die 35. Verleihung des Blaue Panther – TV & Streaming Award fand am 25. Oktober 2023 in der BMW Welt in München statt und wurde von 3sat ausgestrahlt.
Moderation: Katrin Müller-Hohenstein und Tobias Krell
- Dunja Hayali, Ehrenpreis des Bayerischen Ministerpräsidenten

- Nominierungen und Auszeichnungen Publikumspreise:[12][13]
  - Beliebtester Unterhaltungssendung:
    - Ich bin ein Star – Holt mich hier raus! (Staffel 16)
    - Joko & Klaas gegen ProSieben (Staffel 6)
    - LOL: Last One Laughing (Staffel 4)

  - Beliebteste Serie:
    - Der Greif
    - Gestern waren wir noch Kinder
    - Kleo

- Nominierungen und Auszeichnungen Jurypreise:[12]
  - Beste Schauspielerin:
    - Nina Gummich für Alice
    - Jella Haase für Kleo
    - Jeanette Hain für Luden – Könige der Reeperbahn

  - Bester Schauspieler:
    - Akeem van Flodrop für I don’t work here
    - Dimitrij Schaad für Kleo
    - Klaus Steinbacher für Der Kaiser

Weitere Preisträger
- Caroline Link für die Regie der Serie Safe[14]
- Katharina Eyssen für das Drehbuch der Serie Die Kaiserin
- Tim Mälzer und André Dietz in der Kategorie Unterhaltung für Zum Schwarzwälder Hirsch - Eine außergewöhnliche Küchencrew
- Chiara Grabmayr und Jakob Schreier, Nachwuchspreis für Fett und Fett
- Saskia Geisler und Kristian Kähler in der Kategorie Kultur / Bildung für Propagandaschlacht um die Ukraine
- Joko Winterscheidt in der Kategorie Kultur / Bildung für Joko Winterscheidt Presents: The World's Most Dangerous Show
- Lisa Marie Schnell, Tabea Mirbach, Volker Wasmuth, Patrick Zeilhofer in der Kategorie Beste Information + Journalismus für Die Kinder von Lügde - Alle haben weggesehen
- Christian Beetz in der Kategorie Beste Information + Journalismus für Juan Carlos - Liebe, Geld, Verrat
- Julia Schweinberger in der Kategorie Beste Information + Journalismus für Dirty Little Secrets

### 2022
Die 34. Verleihung des Blaue Panther – TV & Streaming Award fand am 19. Oktober 2022 durch die Bayerische Digitalministerin Judith Gerlach in der BMW Welt in München statt und wurde vom BR Fernsehen ausgestrahlt.
Moderation: Katrin Müller-Hohenstein und Tobias Krell
- Markus Lanz, Ehrenpreis des Bayerischen Ministerpräsidenten

- Nominierungen und Auszeichnungen Jurypreise:[16]
  - Beste Schauspielerin:
    - Lisa Maria Potthoff für Gefährliche Wahrheit und Herzogpark
    - Luna Wedler für Ich bin Sophie Scholl
    - Soma Pysall für Para – Wir sind King

  - Bester Schauspieler:
    - Bruno Alexander für Die Discounter (1. Staffel) und Der Rebell – Von Leimen nach Wimbledon
    - Florian Lukas für Die Wespe
    - Peter Kurth für Ferdinand von Schirach – Glauben
- Nominierungen und Auszeichnungen Publikumspreise:
  - Beliebtester Film:
    - Army of Thieves
    - Die Wannseekonferenz
    - One Night Off

  - Beliebteste Serie:
    - Die Discounter (1. Staffel)
    - Ferdinand von Schirach – Glauben
    - Sisi

Weitere Preisträger
- Julia von Heinz für die Regie der Serie Eldorado KaDeWe – Jetzt ist unsere Zeit[15]
- Bob Konrad, Hanno Hackfort und Thomas Pletzinger für das Drehbuch der Serie Funeral for a Dog
- Nachwuchspreis an David Helmut für die Serie Wrong – Unzensiert
- Olli Dittrich für Ich war Angela Merkel: Das Zahlemann-Protokoll
- Joko Winterscheidt und Julia Mehnert für Wer stiehlt mir die Show?
- Anna-Lena Zwez für Don't stop the Music Kids
- Carl Gierstorfer für Buch und Regie der Serie Charité Intensiv: Station 43
- Benjamin Bergmann und Jono Bergmann für die Regie des Dokumentarfilms Wirecard – die Milliarden-Lüge
- Nadja Mitzkat, Annette Kammerer und Jan Vollmer für Gegen Putin: so gefährlich ist Protest in Russland
- Salwa Houmsi und Jo Schück für die Moderation von 13 Fragen
- Martin Groß für Buch und Regie von Auswärtsspiel – Die Toten Hosen in Ost-Berlin

Am 27. September 2022 erhielt Arnold Schwarzenegger vom bayerischen Ministerpräsidenten Markus Söder den Sonderpreis des „Blauer Panther – TV & Streaming Award“ für sein Engagement in sozialen Medien gegen Propaganda und Desinformation zum russischen Angriffskrieg in der Ukraine.

### 2021
Die 33. Verleihung des Bayerischen Fernsehpreises fand am 12. Oktober 2021 durch die Bayerische Digitalministerin Judith Gerlach statt und wurde am 13. Oktober 2021 vom BR Fernsehen ausgestrahlt.
Moderation: Christoph Süß
- Michaela May, Ehrenpreis des Bayerischen Ministerpräsidenten[20]
- Thomas Heise und Claas Meyer-Heuer in der Kategorie Information für Die Macht der Clans
- Daniel Harrich in der Kategorie Information für die Dokumentation Spur des Terrors
- Karoline Schuch Beste Schauspielerin für ihre Rolle in Das Geheimnis des Totenwaldes
- Rainer Bock Bester Schauspieler für seine Rollen in Der Überläufer und Das Boot, Staffel 2
- Franziska Schlotterer in der Kategorie Regie für Totgeschwiegen
- Bernd Lange für Drehbuch Tatort: In der Familie und Der Überläufer
- Felix Cramer in der Kategorie Kamera für Oktoberfest 1900
- Carolin Kebekus und Shary Reeves in der Kategorie Unterhaltung für Brennpunkt Rassismus
- Nora Kauven in der Kategorie Unterhaltung für Showtime of my Life - Stars gegen Krebs
- Cristina Trebbi und Jobst Knigge in der Kategorie  Kultur und Bildung  für Die Welt auf Abstand – Reise durch ein besonderes Jahr
- Max Uthoff und Claus von Wagner Sonderpreis (undotiert) für Die Anstalt
- Klaus Steinbacher Nachwuchspreis für Oktoberfest 1900

### 2020
Die 32. Verleihung des Bayerischen Fernsehpreises fand am 14. Oktober 2020 durch die Bayerische Digitalministerin Judith Gerlach im Kaisersaal der Münchner Residenz statt und wurde am 15. Oktober 2020 vom BR Fernsehen ausgestrahlt.
Moderation: Sandra Rieß
- Carolin Reiber, Ehrenpreis des Bayerischen Ministerpräsidenten[21]
- Aylin Tezel, Beste Schauspielerin für ihre Rolle in Der Club der singenden Metzger
- Felix Klare, Bester Schauspieler für seine Rolle in Weil du mir gehörst
- Katrin Bühlig, für ihr Drehbuch Weil Du mir gehörst
- Emma Bading, Nachwuchspreis für ihre schauspielerische Leistung im ARD-Film Play
- Thilo Mischke in der Kategorie Information für seine ProSieben-Reportage Deutsche an der ISIS-Front
- Pia Strietmann für die Regie von Endlich Witwer
- Christian Klandt für Wir sind jetzt als beste Jugendserie (RTLzwei)
- BR-Kochsendung Landfrauenküche in der Kategorie Unterhaltung
- Sebastian Pufpaff für Pufpaffs Happy Hour in der Kategorie Unterhaltung (ZDF)
- Maxine Brückner und Florian Hartung in der Rubrik Kultur und Bildung für Kindheit unterm Hakenkreuz – 80 Jahre 2. Weltkrieg (VOX)
- Jonas Nay und David Grabowski für beste Filmmusik im Der Club der singenden Metzger
- Friedrich Scherer und Winfried Laasch für Ein Tag in Auschwitz (ZDF)

### 2019
Die 31. Verleihung des Bayerischen Fernsehpreises fand am 24. Mai 2019 statt und wurde vom BR Fernsehen ausgestrahlt.
Moderation: Christoph Süß
- Elmar Wepper und Fritz Wepper, Ehrenpreis des Bayerischen Ministerpräsidenten

- Nachwuchsförderpreis: Natalie Spinell für Servus Baby[22]
- Beste Schauspielerin: Anna Schudt für Aufbruch in die Freiheit
- Bester Schauspieler: Jan Josef Liefers für Arthurs Gesetz
- Kultur und Bildung: Axel Brüggemann für die Moderation von den Wagner-Festspielen in Bayreuth
- Kamera: Sonja Rom für Zersetzt – Ein Fall für Dr. Abel
- Unterhaltung: Maren Kroymann
- Auslandskorrespondent: Ulf Röller
- Drehbuch: Holger Karsten Schmidt für Gladbeck
- Produzent und Regisseur: Gero von Boehm für Exodus? – Eine Geschichte der Juden in Europa
- Regie: Mark Monheim und Max Eipp für Alles Isy
- Produzentin: Astrid Quentell für Der Lehrer
- Sonderpreis: Das Boot

### 2018
Die 30. Verleihung des Bayerischen Fernsehpreises fand am 18. Mai 2018 im Prinzregententheater in München statt und wurde am 20. Mai 2018 bei RTL ausgestrahlt.
Moderation: Barbara Schöneberger
- Hape Kerkeling, Ehrenpreis des Bayerischen Ministerpräsidenten
- Julia Jentsch, beste Darstellerin in der Kategorie Fernsehfilm / Serien und Reihen für ihre Rolle in Das Verschwinden (ARD)
- Maximilian Brückner, bester Darsteller in der Kategorie Fernsehfilm / Serien und Reihen für seine Rolle in Hindafing (BR)
- Neuesuper GmbH von Simon Amberger, Korbinian Dufter und Rafael Parente, Nachwuchspreis
- Stefanie Albrecht als Autorin und Reporterin für Faktenverdreher und Fake-News: Undercover bei alternativen Medien (RTL)
- Stephan Lamby als Journalist für seine politischen Dokumentationen Nervöse Republik, Das Duell – Merkel gegen Schulz und Bimbes – Die schwarzen Kassen des Helmut Kohl (alle ARD)
- Claudia Garde in der Kategorie Fernsehfilme / Reihen und Serien als Regisseurin der Fernsehfilme Eine gute Mutter (ARD) und Das Nebelhaus (SAT1)
- Christian Schwochow als Regisseur der Serie Bad Banks (ZDF)
- Robert Löhr als bester Drehbuchautor für die Serie Das Institut (BR, NDR, WDR, Puls, ARD Alpha)
- Thomas Hermanns in der Kategorie Unterhaltung als Moderator des Unterhaltungsprogramms 25 Jahre Quatsch Comedy Club (Sky)
- Mark Land als Executive Producer des Unterhaltungsprogramms Ninja Warrior Germany (RTL / Norddeich.TV)
- Daniel Hartung, Amai Haukamp und Anne Morgan in der Kategorie Kultur und Bildung als Autoren der Reportage Mann oder Frau? – Leben im falschen Körper (VOX)
- Babylon Berlin (Sky, ARD DEGETO), Sonderpreis

### 2017
Die 29. Verleihung des Bayerischen Fernsehpreises fand am 19. Mai 2017 im Prinzregententheater in München statt und wurde im Fernsehen live auf 3sat ausgestrahlt und im ZDF wiederholt.
Moderation: Steven Gätjen und Hannes Ringlstetter
- Gerhard Polt, Ehrenpreis des bayerischen Ministerpräsidenten, er sei Experte für die Wesensart der Bayern
- Sonja Gerhardt, Beste Schauspielerin in den Kategorien Fernsehfilme / Serien und Reihen für ihre Rollen in Jack the Ripper – Eine Frau jagt einen Mörder (Sat.1) und Ku’damm 56 (ZDF)
- Devid Striesow, Bester Schauspieler in den Kategorien Fernsehfilme / Serien und Reihen für seine Rollen in Das weiße Kaninchen (ARD) und Katharina Luther (ARD)
- Katrin Nemec, Nachwuchsförderpreis als Autorin für ihren Abschlussfilm Vom Lieben und Sterben als Filmstudentin
- Arndt Ginzel und Marcus Weller, als Autoren und Reporter des Beitrags Exclusiv im Ersten: Spiel im Schatten – Putins unerklärter Krieg gegen den Westen (ARD)
- Felix von der Laden, als Presenter Like or Dislike? YouTuber Dner im US-Wahlkampf (ZDF)
- Christian Becker, als Produzent des Films Winnetou – Der Mythos lebt (RTL)
- Christian Schwochow, als Regisseur des Fernsehfilms Die Täter – Heute ist nicht alle Tage (Teil 1) der ARD-Trilogie Mitten in Deutschland: NSU
- Daniela Knapp, als Kamerafrau des Fernsehfilms Katharina Luther (ARD)
- Martin Eigler, Sönke Lars Neuwöhner und Sven S. Poser, als Autoren der Fernsehserie Morgen hör ich auf (ZDF)
- Matthias Kowalski, als Executive Producer des Unterhaltungsprogramms: The Voice of Germany (Staffel 6) (ProSieben/SAT.1)
- Carmen Butta und Gabriele Riedle, als Autorinnen der Dokumentation Die heimliche Revolution – Frauen in Saudi-Arabien (ZDF)
- Lars Friedrich, als Autor und Regisseur der Dokumentation Schwermut und Leichtigkeit. Dietls Reise (BR)

### 2016
Die 28. Verleihung des Bayerischen Fernsehpreises fand am 3. Juni 2016 im Prinzregententheater in München statt und wurde auf Sky Hits ausgestrahlt.
Moderation: Aline von Drateln und Sebastian Hellmann
- Senta Berger, Ehrenpreis des bayerischen Ministerpräsidenten für herausragende Leistungen im deutschen Fernsehschaffen
- Tobias Krell, Nachwuchsförderpreis als Reporter in der Dokumentation Checker Tobi Extra – Warum so viele Menschen fliehen (BR/ARD/KIKA)
- Nina Kunzendorf, als beste Schauspielerin in den Kategorien Fernsehfilme / Serien und Reihen für ihre Rolle in Nacht der Angst (ZDF)
- Martin Brambach, als bester Schauspieler in den Kategorien Fernsehfilme / Serien und Reihen für seine Rollen in Der Fall Barschel (NDR/ARD), Unter Verdacht: Ein Richter (ARTE) und Tatort: Auf einen Schlag (MDR/ARD)
- Antonia Rados, als Autorin der Reportage Nachtjournal-Spezial: Die IS-Connection (RTL)
- Güner Yasemin Balcı, als Autorin und Regisseurin des Dokumentarfilms Der Jungfrauenwahn (ZDF/ARTE)
- Ralf Husmann und Peter Güde, als Autoren des Films Vorsicht vor Leuten (WDR/ARD)
- Richard Huber, als Regisseur des Fernsehfilms Zwei Leben, eine Hoffnung (SAT.1) und der Fernsehserie Club der roten Bänder (VOX)
- Bantry Bay Productions Gerda Müller und Jan Kromschröder, als Produzenten der Fernsehserie Club der Roten Bänder (VOX)
- Olli Dittrich, als Autor und Darsteller von Schorsch Aigner – Der Mann, der Franz Beckenbauer war (ARD)
- Sky Sportredaktion, vertreten durch Sportchef Roman Steuer und Kommentator Wolf-Christoph Fuss, für die Sky Bundesliga-Konferenz – das Original (Sky)
- Dietmar Klumpp, als Autor und Regisseur der Reportage: Kampf für Frieden im Kongo – Die größte UNO-Mission der Welt (Abenteuer Leben) (Kabel eins)
- Maike Conway, als Autorin und Regisseurin der Dokumentation Niemand darf es wissen – Corinne und ihr Geheimnis (ZDF)

### 2015
Die 27. Verleihung des Bayerischen Fernsehpreises fand am 22. Mai 2015 im Prinzregententheater in München statt und wurde vom Bayerischen Fernsehen ausgestrahlt:
Moderation: Michael Altinger und Christian Springer
- Jörg Armbruster, Ehrenpreis des bayerischen Ministerpräsidenten für herausragende Leistungen im deutschen Fernsehschaffen
- Mala Emde, Nachwuchsförderpreis für ihre Rolle der Anne Frank in Meine Tochter Anne Frank (ARD/HR/RBB/WDR)
- Gabriela Sperl, Quirin Berg, Max Wiedemann, Sonderpreis als Produzenten des Dreiteilers Tannbach – Schicksal eines Dorfes (ZDF)
- Angela Andersen und Claus Kleber, als Autoren der zweiteiligen Dokumentation Hunger! Durst! (ZDF)
- Philipp Kadelbach, als bester Regisseur in der Kategorie Fernsehfilme / Serien und Reihen für Nackt unter Wölfen (ARD/MDR)
- Ferdinand von Schirach und André Georgi, für ihre Leistungen als Buchautor und als Drehbuchautor der Erzählung und des Films Schuld: Volksfest (ZDF)
- Helene Fischer, für Die Helene Fischer Show 2014 (ZDF)
- Mario Barth, für Mario Barth deckt auf! (RTL)
- Patrick Hörl, als Regisseur und Produzent der Dokumentation Fukushima – Nichts ist, wie es war (BR)
- Eckhart Querner, als Autor der Dokumentation Der Sänger Christian Gerhaher (BR)
- Andrea Mocellin und Thomas Muggenthaler, als Autoren der Dokumentation Verbrechen Liebe – von polnischen Zwangsarbeitern und deutschen Frauen (BR)
- Felicitas Woll, als beste Schauspielerin in den Kategorien Fernsehfilme / Serien und Reihen für ihre Rolle in Die Ungehorsame (Sat.1)
- Matthias Brandt, als bester Schauspieler in den Kategorien Fernsehfilme / Serien und Reihen für seine Rolle in Männertreu (ARD/HR)

### 2014
Die 26. Verleihung des Bayerischen Fernsehpreises fand am 23. Mai 2014 im Prinzregententheater in München statt und wurde am Folgetag auf ProSieben ausgestrahlt:
Moderation: Steven Gätjen
- Otto Waalkes, Ehrenpreis des bayerischen Ministerpräsidenten für sein Lebenswerk
- Julia Koschitz, beste Schauspielerin in der Kategorie Fernsehfilm für ihre Rolle in Pass gut auf ihn auf! (ZDF)
- Kai Wiesinger, bester Schauspieler in der Kategorie Fernsehfilm für seine Rolle im Dokudrama Der Rücktritt (Sat.1)
- Gisela Schneeberger, beste Schauspielerin in der Kategorie Serien und Reihen für ihre Rolle in Im Schleudergang (BR)
- Alexander Held, bester Schauspieler in der Kategorie Serien und Reihen für seine Rolle in München Mord (ZDF)
- Nachwuchsförderpreis der LfA Förderbank Bayern für die Produzenten Lüthje Schneider Hörl Film GbR für ihre Fernsehserie Lerchenberg des ZDF
- Thomas Liesen, als Autor und Realisator in der Kategorie Information für den Film Leben, lieben, vergessen – Alzheimer mit 40 (ARD)
- André Schäfer, als Regisseur und Produzent in der Kategorie Information für Willy Brandt – Erinnerungen an ein Politikerleben (ARD/WDR)
- Hilmer Rolff, als Produzent in der Kategorie Information für den Mehrteiler Von Spreewaldgurken bis FKK – Die DDR privat (n-tv)
- Günter Schütter, als Autor für den Fernsehfilm Polizeiruf 110: Der Tod macht Engel aus uns allen (ARD/BR)
- Gero Steffen, als Kameramann für den Fernsehfilm Tatort: Auf ewig Dein (ARD/WDR)
- Friedemann Fromm, als Regisseur von Weißensee, 2. Staffel (ARD)
- Palina Rojinski, Nikeata Thompson und Howard Donald, als Jury bei Got to Dance (ProSieben und Sat.1)
- Ralf Blasius, als Autor und Regisseur der Dokumentation Terra X: Expedition Deutschland – Eine Zeitreise durch 500 Millionen Jahre (ZDF)
- Sylvia Griss und Franz Xaver Karl, als Redakteure von Capriccio (BR)
- Kai Pflaume, als Gastgeber und Gesprächspartner der Reihe Zeig mir deine Welt (ARD)

Außerdem waren nominiert:
Für ihre schauspielerischen Leistungen in den Fernsehfilmen:
- Brigitte Hobmeier, für ihre Rolle in Wer hat Angst vorm weißen Mann (ARD/BR)
- Anna Maria Sturm, für ihre Rolle in Polizeiruf 110: Der Tod macht Engel aus uns allen (ARD/BR)
- Lars Eidinger, für seine Rolle in Grenzgang (ARD/WDR) und Polizeiruf 110: Der Tod macht Engel aus uns allen
- Andreas Giebel, für seine Rolle in Wer hat Angst vorm weißen Mann (ARD/BR)

Für ihre schauspielerischen Leistungen in den Serien und Reihen:
- Bernadette Heerwagen, für ihre Rolle in München Mord (ZDF)
- Diana Amft, für ihre Rolle in Josephine Klick – Allein unter Cops (Sat.1)
- Christian Berkel, für seine Rolle in Der Kriminalist (ZDF)
- Hendrik Duryn, für seine Rolle in Der Lehrer (RTL)

### 2013
Die 25. Verleihung des Bayerischen Fernsehpreises fand am 17. Mai 2013 im Prinzregententheater in München statt und wurde live auf 3sat ausgestrahlt bzw. im ZDF wiederholt. Ministerpräsident Horst Seehofer verlieh folgende Preise:
Moderation: Katrin Müller-Hohenstein und Gert Scobel
- Ruth Maria Kubitschek, Ehrenpreis des bayerischen Ministerpräsidenten für ihr Lebenswerk
- Nadja Uhl als beste Schauspielerin in der Kategorie Fernsehfilme für ihre Rollen in Operation Zucker (ARD/WDR, BR) und Der Turm (ARD/MDR, BR, NDR, WDR, SWR, RBB)
  - Außerdem nominiert: Josefine Preuß für Das Adlon (ZDF) und Claudia Michelsen für Und dennoch lieben wir (ARD) und Der Turm.
- Robert Atzorn als bester Schauspieler in der Kategorie Fernsehfilme für seine Rolle in Der Fall Jakob von Metzler (ZDF)
  - Außerdem nominiert: Jan Josef Liefers für Der Turm und Tobias Moretti für Mobbing (ARTE/BR, SWR)
- Caroline Peters als beste Schauspielerin in der Kategorie Serien und Reihen für ihre Rolle in Mord mit Aussicht – Die Venus von Hengasch (ARD)
  - Außerdem nominiert: Stefanie Stappenbeck für Im Alleingang – Elemente des Zweifels (Sat.1) und Maria Simon für Polizeiruf 110 – Eine andere Welt (ARD/RBB)
- Charly Hübner als bester Schauspieler in der Kategorie Serien und Reihen für seine Rolle in Polizeiruf 110 – Fischerkrieg (ARD/NDR)
  - Außerdem nominiert: Josef Bierbichler für Verbrechen, Folgen Fähner und Tanatas Teeschale (ZDF) sowie Heino Ferch für Spuren des Bösen – Racheengel (ZDF)
- Alicia von Rittberg: Nachwuchsförderpreis der LfA Förderbank Bayern für ihre Leistung als Schauspielerin in Und alle haben geschwiegen (ZDF)
- Katharina Schüttler, Miriam Stein, Volker Bruch, Tom Schilling und Ludwig Trepte: Sonderpreis für das Schauspieler-Ensemble in Unsere Mütter, unsere Väter (ZDF)
- Guido Knopp als Leiter der Reihe Weltenbrand (ZDF)
- Frank Rudnick als Autor von Unschuldig im Gefängnis – Justizopfer und ihr Kampf gegen Fehlurteile (VOX)
- Sebastian Dehnhardt, Manfred Oldenburg und Jobst Knigge als Autoren und Regisseure der Dokumentation Drei Leben: Axel Springer (ARTE/ZDF)
- Jochen Alexander Freydank für seine Regie in Und weg bist du (SAT.1)
- Rola Bauer als Produzentin für Die Tore der Welt (SAT.1)
- Christian Lyra und Sebastian Wehlings als Autoren von Add a Friend (TNT Serie)
- Oliver Welke als Moderator der heute-show (ZDF)
- Arne Kreutzfeldt als Executive Producer von Undercover Boss – Kamps (RTL)
- Denis Scheck als Moderator von Druckfrisch – neue Bücher mit Denis Scheck (ARD/BR, NDR, WDR, HR)

### 2012
Moderation: Christoph Süß auf Bayerisches Fernsehen am 4. Mai 2012
- Udo Wachtveitl und Miroslav Nemec, Ehrenpreis des bayerischen Ministerpräsidenten für ihr Lebenswerk
- Anna Loos, Schauspielerin, für Die Lehrerin (ZDF)
- Armin Rohde, Schauspieler, für Alleingang (ARD/BR)
- Anja Kling, Schauspielerin, für Hannah Mangold & Lucy Palm (SAT.1)
- Matthias Brandt, Schauspieler, für Polizeiruf 110 – Denn sie wissen nicht, was sie tun (ARD/BR)
- Friedrich Ani und Ina Jung, Drehbuchautoren, für Das unsichtbare Mädchen (ZDF/arte)
- Maria von Heland, Regisseurin, für Die Sterntaler (ARD/SWR)
- Andreas Prochaska, Regisseur, für Das Wunder von Kärnten (ZDF)
- Andreas Bareiss und Sven Burgemeister, Produzenten, für Die Rache der Wanderhure (SAT.1)
- Monika Anthes und Edgar Verheyen, Reporter, für Das System Wiesenhof (ARD Exclusiv) ARD/SWAR
- Peter Kloeppel, Moderator und Autor, für Der 11. September – Wie ein Tag unser Leben veränderte (RTL)
- Birgit Kappel und Sabina Wolf, Autorinnen, für Die Wirtschaft im Visier von Onlinekriminellen (ARD Exclusiv) ARD/BR
- Monika Gruber, Comedian, für Die Große Quatsch Variety Show, Monika Gruber live 2011, Grünwald Freitagscomedy (ProSieben/BR)
- Sylvie van der Vaart und Daniel Hartwich, Moderatoren, für Let’s Dance (RTL)
- Harald Lesch, Moderator, für Abenteuer Forschung: Drillen oder Chillen? Der Weg zum Superkind (ZDF)
- Henryk M. Broder und Hamed Abdel-Samad, Moderatoren, für Entweder Broder – Die Deutschland-Safari (ARD/HR/BR/SR)
- Nachwuchsförderpreis der LfA Förderbank Bayern für Rüdiger Heinze und Stefan Sporbert für Schreie der Vergessenen (ProSieben)

### 2011
Moderation: Marco Schreyl am 10. Juni 2011 (Ausstrahlung am 12. Juni 2011 auf RTL)
- Iris Berben, Ehrenpreis des bayerischen Ministerpräsidenten für ihr Lebenswerk
- Antonia Rados, Sonderpreis für Nahost-Berichterstattung (RTL/n-tv)
- Vladimir Burlakov, Schauspieler, Nachwuchsförderpreis für Marco W. – 247 Tage im türkischen Gefängnis (SAT.1)
- Andreas Kuno Richter für seinen Dokumentarfilm Der Verrat. Wie die Stasi Kinder und Jugendliche als Spitzel missbrauchte (RTL/n-tv)
- Mike Lingenfelser und Thomas Kießling, Autoren von Der Biospritskandal – Klimapolitik in der Sackgasse (BR)
- Johannes Hano, Autor der Reisereportage Chinas Grenzen (ZDF)
- Max Färberböck, Regisseur, für Sau Nummer vier. Ein Niederbayernkrimi (BR)
- Hermine Huntgeburth, Regisseurin, für Neue Vahr Süd (ARD/WDR/Radio Bremen)
- Dominik Graf, Regisseur, für Im Angesicht des Verbrechens (ARD/WDR)
- Stefan Scheich und Robert Dannenberg, Autoren von Der letzte Bulle (SAT.1)
- Ute Biernat, Produzentin von X Factor (VOX)
- Richard Ladkani und Volker Tittel für Der Vatikan – Die verborgene Welt (ARD/BR)
- Markus Kavka für die Musikdokumentation Number One! – Ozzy Osbourne (Kabel 1)
- Andrea Sawatzki als beste Schauspielerin in der Kategorie Fernsehfilm für Bella Vita (ZDF neo)
  - Außerdem nominiert: Rosalie Thomass für Kreutzer kommt (ProSieben) und Die letzten 30 Jahre (ARD) und Katja Riemann für Die fremde Familie (ARD/BR).
- Frederick Lau als bester Schauspieler in der Kategorie  für Fernsehfilm für Neue Vahr Süd
  - Außerdem nominiert: Matthias Habich für Letzter Moment (ARD/NDR/arte) und Matthias Koeberlin für Restrisiko (SAT.1).
- Lisa Wagner als beste Schauspielerin in der Kategorie Serien und Reihen für Tatort: Nie wieder frei sein
  - Außerdem nominiert: Caroline Peters für Mord mit Aussicht (ARD) und Claudia Michelsen für Bloch: Die Geisel (ARD/SWR).
- Henning Baum als bester Schauspieler in der Kategorie Serien und Reihen für Der letzte Bulle
  - Außerdem nominiert: Florian Lukas für Weissensee (ARD) und Florian David Fitz für Doctor’s Diary (RTL).

### 2010
Moderation: Kai Pflaume auf Sat.1 am 21. Mai 2010
- Klaus Doldinger, Ehrenpreis des bayerischen Ministerpräsidenten
- Till Endemann, Sonderpreis für die Regie von Flug in die Nacht – Das Unglück von Überlingen (ARD)
- Jörg Wontorra für Doppelpass (Sport1)
- Peter Mezger für Auslandsberichterstattung aus dem Iran (BR/ARD)
- Düzen Tekkal und Jan Rasmus für Extra Spezial: Angst vor den neuen Nachbarn (RTL)
- Niki Stein für Buch und Regie von Bis nichts mehr bleibt (ARD/SWR)
- Carolin Hecht für das Buch Allein unter Schülern (Sat.1)
- Nina Gummich, Nachwuchsförderpreis für ihre Rolle in Allein unter Schülern
- Markus Schmidt-Märkl als Produzent für Dahoam is Dahoam (BR)
- Stefan Raab als Initiator und Jurypräsident für Unser Star für Oslo (ProSieben/ARD)
- Uta von Borries und Stephan Rebelein für 37 Grad – Leben auf kleinstem Fuß (ZDF)
- Thomas Kufus und Volker Heise für 24h Berlin – Ein Tag im Leben (ARTE/RBB)
- Senta Berger als beste Schauspielerin in der Kategorie Fernsehfilm für ihre Rolle in dem Film Frau Böhm sagt Nein (WDR/ARD)
- Herbert Knaup als bester Schauspieler in der Kategorie Fernsehfilm für seine Rolle in dem Film Erntedank
- Annette Frier als beste Schauspielerin in der Kategorie Serien und Reihen für ihre Rolle in der Serie Danni Lowinski (Sat.1)
- Florian Martens als bester Schauspieler in der Kategorie Serien und Reihen für seine Rolle in der Krimireihe Ein starkes Team (ZDF)

### 2009
Moderation: Steffen Seibert und Markus Kavka auf 3sat/ZDF am 15. Mai 2009
- Christoph Süß, Moderator des Magazins für quer (ARD/BR)
- Richard C. Schneider, Korrespondent des Bayerischen Rundfunks, für Tage des Schreckens (ARD/BR)
- Roland Suso Richter, Sonderpreis für Mogadischu (ARD/BR und SWR)
- Julia von Heinz, Nachwuchsförderpreis für Buch und Regie von Standesgemäß (ARD/BR und SWR)
- Matti Bauer, Autor und Regisseur, für Domspatzen (arte/BR)
- Falko Korth und Thomas Riedel als Autoren und Regisseure für die Dokumentation Freiheit! Das Ende der DDR (Sat.1)
- Silke Zertz, Autorin, für Wir sind das Volk – Liebe kennt keine Grenzen (Sat.1)
- Bora Dagtekin für Doctor’s Diary (RTL)
- Walter Moers für Die drei Bärchen und der blöde Wolf (ARD/WDR)
- Christian Rach für Rach, der Restauranttester (RTL)
- Petra Lidschreiber für Ein Jude der Deutschland liebte (ARD/rbb)
- Anja Kling als beste Schauspielerin in der Kategorie Fernsehfilm für ihre Rolle in dem Film Wir sind das Volk – Liebe kennt keine Grenzen (Sat.1)
- Ken Duken als bester Schauspieler in der Kategorie Fernsehfilm für seine Rolle in dem Film Willkommen zuhause (ARD/SWR)
- Diana Amft als beste Schauspielerin in der Kategorie Serien und Reihen für ihre Rolle in der Serie Doctor’s Diary (RTL)
- Manfred Zapatka als bester Schauspieler in der Kategorie Serien und Reihen für seine Rolle in der Serie KDD – Kriminaldauerdienst (ZDF)
- Christiane Hörbiger, Ehrenpreis des bayerischen Ministerpräsidenten für Der Besuch der alten Dame (ARD), Zwei Ärzte sind einer zu viel (ZDF) sowie für ihr Lebenswerk

### 2008
Moderation: Christoph Süß auf Bayerisches Fernsehen am 9. Mai 2008
- Katharina Wackernagel als Beste Schauspielerin in der Kategorie Fernsehfilm für Contergan (ARD) und Mein Mörder kommt zurück (ZDF)
- Edgar Selge als Bester Schauspieler in der Kategorie Fernsehfilm für Angsthasen (BR/ARD)
- Alexandra Neldel als Beste Schauspielerin in der Kategorie Serien und Reihen für Unschuldig (ProSieben)
- Axel Milberg als Bester Schauspieler in der Kategorie Serien und Reihen für Doktor Martin (ZDF)
- Karsten Scheuren als Autor und Regisseur von Galileo Spezial Grab in eisigen Höhen – Bergung aus der Todeszone (ProSieben)
- Thomas Präkelt als Autor und Produzent von Der Arbeitsbeschaffer (RTL)
- Wolf von Lojewski als Autor und Regisseur von Meine Heimat, Deine Heimat – mit Wolf von Lojewski durch Ostpreußen (ZDF)
- Hermine Huntgeburth für die Regie in Teufelsbraten (WDR/NDR/ARTE/ARD)
- Detlef Michel als Autor von Eine folgenschwere Affäre (ZDF)
- Anke Engelke und Bastian Pastewka für Fröhliche Weihnachten! – mit Wolfgang & Anneliese (Sat.1)
- Hape Kerkeling für Kerkeling liest – Ich bin dann mal weg (RTL)
- Thomas Weidenbach und Shi Ming als Autor, Regisseur und Produzent von Chinas Größenwahn am Yangtse (Arte/ARD)
- Janina Stopper Nachwuchsförderpreis für ihre Rolle der minderjährigen Mutter Anne Kempf in der Tatort-Epsidode Kleine Herzen (ARD)
- Dieter Kronzucker, Ehrenpreis des bayerischen Ministerpräsidenten
- Trixter Film GmbH Michael Coldewey und Simone Kraus Sonderpreis für die Entwicklung und Umsetzung virtueller Figuren in dem Film Das Wunder von Loch Ness (Sat.1)

### 2007
Moderation: Katarina Witt und Thomas Hermanns am 25. Mai 2007 (Ausstrahlung am 26. Mai 2007 auf ProSieben)
- Rosemarie Fendel als Beste Schauspielerin für Das zweite Leben (BR/ARD)
- Friedrich von Thun als Bester Schauspieler für Helen, Fred und Ted (ARD - BR als Koproduzent)
- Saskia Vester als Beste Schauspielerin für KDD – Kriminaldauerdienst (ZDF)
- Christian Ulmen als Bester Schauspieler für Dr. Psycho (Pro Sieben)
- Rosalie Thomass Nachwuchsförderpreis für ihre schauspielerischen Leistungen u. a. in Polizeiruf 110: Er sollte tot (ARD)
- Friedemann Fromm für die Regie u. a. für den Tatort: Außer Gefecht (BR/ARD)
- Juliane Schuler für den Langzeit-Dokumentarfilm Marcel – Ein Kämpfchen, das wär' schön (BR/ARD)
- Cordula Stratmann in der Kategorie Comedy für Schillerstraße (Sat.1)
- Daniel Speck für sein Drehbuch zu Meine verrückte türkische Hochzeit (Pro Sieben)
- Holly Fink für seine Kameraarbeit im Fernsehzweiteilers Die Flucht (ARD)
- Richard Gress Sonderpreis für seine Dokumentation über den Surma-Stamm in Äthiopien Voxtours: Reise zu den letzten Gladiatoren (VOX)
- Ralf Benkö für seine Reportage über den Astronauten Thomas Reiter Ein Deutscher im All (RTL)
- Manfred Oldenburg für seine Sportdokumentation Das verflixte dritte Tor – Wembley '66 – Die wahre Geschichte (ZDF)
- Bayerischer Rundfunk Sonderpreis für die Benefizaktion Sternstunden
- Frank Elstner, Ehrenpreis des bayerischen Ministerpräsidenten

### 2006
Moderation: Marco Schreyl am 19. Mai 2006 (Ausstrahlung am 21. Mai 2006 auf RTL)
- Heike Makatsch als Schauspielerin im Bereich Fernsehspiel für Margarete Steiff
- Matthias Brandt als Schauspieler im Bereich Fernsehspiel für In Sachen Kaminski
- Jutta Speidel als beste Seriendarstellerin für Um Himmels Willen
- Fritz Wepper als bester Seriendarsteller für Um Himmels Willen
- Felicitas Woll Nachwuchsförderpreis für ihre schauspielerischen Leistungen im Fernsehfilm Dresden
- Beate Langmaack für ein Drehbuch der Polizeiruf-110-Folge Vorwärts wie rückwärts
- Frank Plasberg im Bereich Information für die Moderation der Politiksendung Hart aber fair
- Matti Geschonneck für die Regie der Fernsehfilme Die Nachrichten und Silberhochzeit
- Frank-Markus Barwasser alias Erwin Pelzig und die BR-Sendung Aufgemerkt! Pelzig unterhält sich im Bereich Unterhaltung
- Nico Hofmann Sonderpreis für Dresden, Die Luftbrücke und Die Sturmflut
- Joachim Lang für die Sendung Tigerenten Club (ARD)
- Klaus Feichtenberger für Buch und Regie der ZDF-Reihe Expedition – der Kontinent
- Lisa Eder und Thomas Wartmann für Buch und Regie der Dokumentation Jenseits von Samarkand – eine usbekische Liebesgeschichte (SWR/arte)
- Jürgen Ast und Daniel Ast für die Dokumentation Abrechnung mit Stalin – das Jahr 1956 (arte/RBB)
- Jens Kemper und Markus Brauckmann für die RTL-Dokumentation Mein Chef der Bundeskanzler – Ludwig Erhard aus der Nähe und in Farbe
- Hannelore Elsner, Ehrenpreis des bayerischen Ministerpräsidenten

### 2005
Moderation: Steffen Seibert und Nina Ruge auf 3sat/ZDF am 3. Juni 2005
- Ulrike Kriener für ihre schauspielerische Leistung in Kommissarin Lucas – Vergangene Sünden und Kommissarin Lucas – Vertrauen bis zuletzt (ZDF)
- Ulrich Mühe und Gregor Edelmann für die Drehbücher und die schauspielerischen Leistungen in der Serie Der letzte Zeuge (ZDF)
- Heike Richter-Karst für die Produzentenleistung bei den Fernsehfilmen Polizeiruf 110: Winterende und Polizeiruf 110: Dumm wie Brot (NDR/ARD)
- Franz Xaver Bogner für Buch und Regie der Serie München 7 (BR)
- Christoph Maria Herbst für seine schauspielerische Leistung in der Unterhaltungsserie Stromberg (Pro7)
- Isabel Kleefeld für die Regie des Fernsehfilms Das Gespenst von Canterville (Sat.1)
- Bastian Pastewka für seine Leistungen in den Sendungen Ohne Worte (RTL)
- Sebastian Koch für seine schauspielerische Leistung in dem Fernsehfilm Speer und Er (WDR/NDR/BR/ARD/ORF)
- Andrea Morgenthaler für die Dokumentation Joseph Goebbels (SWR/WDR/ARD)
- Dan Setton und Helmar Büchel für die Regie der Reportage In Gottes Namen – Die Rekruten des Heiligen Krieges (Spiegel TV/RTL)
- Theo Koll für die Moderation der Sendung Frontal21 (ZDF), stellvertretend für die redaktionelle Gesamtleistung
- Rainer Kaufmann für die Regie der Fernsehfilme Die Kirschenkönigin (ZDF) und Marias letzte Reise (BR/ARD)
- Evita Bauer: für Buch und Regie zu Lena Christ – Heimat und Sehnsucht (BR)
- Monica Bleibtreu, Nina Kunzendorf und Michael Fitz Sonderpreis für ihre schauspielerischen Leistungen in dem Fernsehfilm Marias letzte Reise (BR/ARD)
- Joachim Fuchsberger, Ehrenpreis des bayerischen Ministerpräsidenten

### 2004
Moderation: Kai Pflaume auf Sat.1 am 7. Mai 2004
- Kaspar Heidelbach und Götz Weidner für den Fernsehfilm Das Wunder von Lengede (SAT.1)
- Axel Stäck für das Drehbuch zum Fernsehfilm Mein erster Freund, Mutter und ich (ProSieben)
- Dagmar Manzel für den Fernsehfilm Leben wäre schön (BR/ARD)
- Veronica Ferres für die Fernsehfilme Annas Heimkehr (BR/ARD), Für immer verloren (SAT.1) und Stärker als der Tod (ZDF)
- Tobias Moretti für den Fernsehfilm Schwabenkinder (BR/SWR/ARD/ARTE/ORF/SF DRS)
- Wolfgang Stumph für die Sendereihe Stubbe – Von Fall zu Fall (ZDF)
- Marc Conrad und Friedrich Wildfeuer für die Fernsehserie Abschnitt 40 (RTL)
- Heidi Umbreit und Bernd Umbreit für die Dokumentation Sam und Tim – geboren an der Grenze des Lebens aus der Programmreihe Menschen hautnah (WDR/ARD)
- Meinhard Prill für die Filme Von Himmel und Erde – Alltag im Kloster Landshut-Seligenthal aus der Programmreihe Irgendwo in Bayern (BFS) und Kulisse für alle Zeiten – der Stadtplatz von Eggenfelden aus der Programmreihe Unter unserem Himmel (BFS)
- Dominique Klughammer für den Film Jung, erfolgreich – arbeitslos aus der Programmreihe 37° (ZDF)
- Danuta Harrich-Zandberg und Walter Harrich für die Dokumentation Der Contergan-Skandal (NDR/ARD)
- Hape Kerkeling für die Unterhaltungssendungen Die 70er Show (RTL)
- Artem Demenok und Andreas Christoph Schmidt Sonderpreis für die Dokumentation Helden ohne Ruhm – der 17. Juni 1953 (RBB/ARD/ARTE)
- Ruth Drexel Sonderpreis für ihr Lebenswerk
- Harry Valérien, Ehrenpreis des bayerischen Ministerpräsidenten

### 2003
Moderation: Christoph Süß auf Bayerisches Fernsehen am 23. Mai 2003
- Anke Engelke und Olli Dittrich für Blind Date – Taxi nach Schweinau (ZDF)
- Götz George und Klaus J. Behrendt für Mein Vater (WDR/ARD)
- Matti Geschonneck für Die Mutter (WDR/ARD)
- Hannelore Hoger für Bella Block: Tödliche Nähe (ZDF)
- Maybrit Illner für Berlin Mitte (ZDF)
- Rebecca Immanuel und Christoph M. Ohrt für Edel & Starck (Sat.1)
- Max Thomas Mehr für das Drehbuch zu Sebnitz – die perfekte Story aus der Reihe Ein Tag mit Folgen (ARTE)
- Jan Mojto für die Produktion von Napoleon (ZDF)
- Jochen Richter für Landschaften der Erde (BR/ARD)
- Anneke Kim Sarnau für Die Hoffnung stirbt zuletzt (NDR/ARD)
- Britta Stöckle für das Drehbuch zu Geht nicht, gibt’s nicht (ZDF)
- Hilmar Thate für Operation Rubikon (ProSieben)
- Willi Weitzel für Willi will's wissen (BR/WDR/KiKa)
- Andre Zalbertus und Peter Kloeppel für Kanzler, Krisen, Koalitionen (RTL)
- Sonderpreis für Horst Tappert in Derrick (ZDF)
- Sonderpreis für die Redaktionen in 50 Jahren Tagesschau (ARD)
- Helmut Dietl, Ehrenpreis des bayerischen Ministerpräsidenten

### 2002
Moderation: Aiman Abdallah und Susann Atwell auf ProSieben/N24 am 17. Mai 2002
- Pablo Bach und Jens Klüber für Ratten – Sie werden dich kriegen! (ProSieben)
- Heinz Baumann für Adelheid und ihre Mörder (NDR/ARD)
- Rainer Berg und Peter Keglevic für Der Tanz mit dem Teufel: Die Entführung des Richard Oetker (Sat.1)
- Monica Bleibtreu, Veronica Ferres, Jürgen Hentsch, Sebastian Koch, Armin Mueller-Stahl und Sophie Rois für Die Manns: Ein Jahrhundertroman
- Peter Dudzik für die Berichterstattung aus dem Nahen Osten (BR/ARD)
- Gisela Graichen als Autorin der Sendereihe Schliemanns Erben (ZDF)
- Mariele Millowitsch für Nikola (RTL)
- Jens Niehuss für Einsatz für den Flugzeugträger: Leben auf der USS-Roosevelt (ProSieben)
- Werner Reuß als Redaktionsleiter BR-alpha
- Charlotte Roche für Fast Forward (VIVA)
- Jens Schanze und Börres Weiffenbach für Otzenrather Sprung (ZDF/3Sat)
- Dieter Thoma und Volker Weicker für Skispringen: Vierschanzentournee (RTL)
- Sonderpreis für Heinrich Breloer und Horst Königstein in Die Manns: Ein Jahrhundertroman
- Vicco von Bülow, Ehrenpreis des bayerischen Ministerpräsidenten

### 2001
Moderation: Nina Ruge auf 3sat am 18. Mai 2001 (Wiederholung am 20. Mai 2001 im ZDF)
- Moderator Aiman Abdallah und Redaktionsleiterin Susanne Wiesner für die Serie Galileo (ProSieben)
- Hans-Christoph Blumenberg und Ulrich Lenze für den Fernsehfilm Deutschlandspiel (ZDF/arte)
- Sebastian Dehnhardt, Christian Frey und Meinhard Prill für Die Vertriebenen – Hitlers letzte Opfer (MDR/NDR/ARD)
- Heino Ferch und Roland Suso Richter für den Fernsehfilm Der Tunnel (SAT.1)
- Vivian Naefe, Miroslav Nemec und Udo Wachtveitl für Tatort – Kleine Diebe (BR/ARD)
- Christiane Hörbiger für Julia – Eine ungewöhnliche Frau (SR/ARD/ORF)
- Christian Jeltsch für Einer geht noch (BR/SWR/arte) und Rote Glut (ZDF/arte)
- Peter Schönhofer und Thomas Grimm für Faust – der Tragödie erster und zweiter Teil (ZDF/arte/3sat/ZDF-Theaterkanal)
- Sandra Maischberger für Maischberger (n-tv)
- Gert Scobel für Kulturzeit (3sat)
- Michael Mandlik für die Berichterstattung aus Rom und dem Vatikan (BR/ARD)
- Günther Jauch, Ehrenpreis des bayerischen Ministerpräsidenten

### 2000
Verleihung am 26. Mai 2000 (Ausstrahlung am 27. Mai 2000 auf RTL)
- Martina Gedeck für die Darstellung in Deine besten Jahre (ARTE/ZDF)
- Bernd Grote für die Reihe 2000 Jahre Christentum
- Bernadette Heerwagen für Der Schandfleck
- Hans-Hermann Hertle und Gunther Scholz als Regisseur Als die Mauer fiel. 50 Stunden, die die Welt veränderten (SFB)
- Janusch Kozminski und Richard Chaim Schneider als Produzent von Wir sind da! – Juden in Deutschland nach 1945 (WDR/BR)
- Jan-Josef Liefers für Regie und Darstellung in Jack’s Baby
- Peter Lohmeyer für die Darstellung in Der Elefant in meinem Bett
- Hans-Werner Meyer für die Darstellung in Und morgen geht die Sonne wieder auf und Die Cleveren (RTL)
- Christine Neubauer für die Darstellung in Frische Ware (BR)
- Elmar Paulke für die Dokumentation Boris Becker – I Did It My Way (DSF)
- Julian Pölsler, Hans-Michael Rehberg und Bernadette Heerwagen Sonderpreis für die Regie von Der Schandfleck (BR/ARD)
- Antje Schmidt für die Fernsehfilme Und morgen geht die Sonne wieder auf (RTL) und Der Elefant in meinem Bett (ProSieben)
- Hartmut Schoen für den Fernsehfilm Warten ist der Tod (ZDF)
- Walter Flemmer, Ehrenpreis des bayerischen Ministerpräsidenten

### 1999
Verleihung am 17. Oktober 1999 auf Bayerisches Fernsehen
- Bayerischer Rundfunk für die ARD-Berichterstattung über den Krieg in Jugoslawien/Kosovo (Gerhard Fuchs und Sigmund Gottlieb stellv.)
- Thomas Berger und Barbara Jago für das Drehbuch zu Busenfreunde 2 – Alles wird gut
- Suzanne von Borsody für Dunkle Tage (WDR) und Die Mörderin (ZDF)
- Axel Engstfeld für Im Bannkreis des Nordens – Labyrinth des Todes
- Oliver Hirschbiegel für Todfeinde – Die falsche Entscheidung
- Dariusz Jabłoński für Der Fotograf
- Kathi Leitner für Einmal leben
- Jan Peter für Drei Tage im August aus der Reihe History (ZDF)
- Dieter Pfaff für Sperling – Sperling und der brennende Arm
- Harald Schmidt für Die Harald Schmidt Show (SAT.1)
- Dror Zahavi für Doppelter Einsatz – Die Todfreundin
- Jo Baier Sonderpreis für das Fernsehspiel Der Laden
- Thomas Gottschalk, Ehrenpreis des bayerischen Ministerpräsidenten

### 1998
Verleihung am 17. Oktober 1998 auf Sat.1
- Friedhelm Brebeck für seine Reportagen aus dem Krisengebiet des ehemaligen Jugoslawiens
- Karoline Eichhorn für den Fernsehfilm Gegen Ende der Nacht
- Heiner Gatzemaier, Ingeborg Jacobs und Hartmut Seifert für die Dokumentarserie OP-Schicksale im Klinikum
- Hans Grimmelmann für den Fernsehfilm Blind Date – Flirt mit Folgen
- Paul Hengge für den Fernsehfilm Das Urteil
- Günther Jauch und Marcel Reif für die Überbrückung von 75 Minuten durch die Verschiebung des Fußballspiels Real Madrid gegen Borussia Dortmund durch den Torfall von Madrid
- Heiner Lauterbach für die Fernsehfilme Der Skorpion und Opernball
- Klaus Löwitsch für den Fernsehfilm Das Urteil
- Franka Potente für das Fernsehspiel Opernball
- Roland Suso Richter für den Fernsehfilm Die Bubi-Scholz-Story
- Nina Steinhauser für Tötet die Hure – Der Fall Maria Stuart
- Dominik Graf Sonderpreis für die Fernsehfilme Der Skorpion, Dr. Knock und Das Wispern im Berg der Dinge
- Peter Ustinov, Ehrenpreis des bayerischen Ministerpräsidenten

### 1997
- Percy Adlon als Regisseur für In der glanzvollen Welt des Hotel Adlon (BR/Arte)
- Heinrich Breloer Sonderpreis für den Fernsehfilm Todesspiel
- Markus Fischötter für Einmal Hölle und zurück
- Evelyn Hamann als Schauspielerin in Adelheid und ihre Mörder (ARD)
- Corinna Harfouch als Schauspielerin in Der Ausbruch und Gefährliche Freundin
- Guido Knopp für die Dokumentarserie Hitlers Helfer (ZDF)
- Antje-Katrin Kühnemann als Moderatorin in der Serie Die Sprechstunde (BR)
- Rainer Laux als Redakteur für Leben im Ghetto
- Ulrich Noethen als Schauspieler in Der Ausbruch und Busenfreunde
- Johannes Reben als Autor von Bruder Esel
- Gernot Roll als Kameramann für Unter die Haut und Das Mädchen Rosemarie
- Christoph Waltz als Schauspieler in Du bist nicht allein – Die Roy Black Story
- Peter Welz für Viel Spaß mit meiner Frau
- Andre Zalbertus für Einmal Hölle und zurück (RTL)
- Eduard Zimmermann, Ehrenpreis des bayerischen Ministerpräsidenten

### 1996
Moderation: Rufus Beck
- Mario Adorf, Günter Strack und Heinz Hoenig für den Fernsehfilm Der Schattenmann (ZDF)
- Jo Baier für die Fernsehkomödie Der schönste Tag im Leben (ZDF)
- Monika Baumgartner für den Fernsehfilm Sau sticht (ZDF)
- Michael von Dessauer für die Serie Welt der Wunder (Pro Sieben)
- Andrzej Falber und Ekkehard Kuhn für den Dokumentarfilm Schlesien – Brücke in Europa (ZDF)
- Christel Hinrichsen für die Dokumentarreihe Lebenslinien (BR)
- Nico Hofmann als Regisseur für Der Sandmann (RTL2)
- Peter Kloeppel für die Nachrichtensendung RTL aktuell (RTL)
- Bettina Kupfer für Das Wunschkind
- Siegfried Lowitz Sonderpreis für schauspielerische Leistungen
- Erni Singerl Sonderpreis für schauspielerische Leistungen
- Lorin Maazel, Ehrenpreis des bayerischen Ministerpräsidenten
- Kathrin Waligura für Für alle Fälle Stefanie

### 1995
- Gerd Anthoff für die Darstellung in Über Kreuz (BR/ARD)
- Wolf Bachofner, Karl Markovics und Tobias Moretti für die Serie Kommissar Rex (SAT.1)
- Reinhold Beckmann für die Sportsendung ran (SAT.1)
- Cornelia Froboess für die Darstellung in Tag der Abrechnung (RTL)
- Martina Gedeck für die Darstellung in Hölleisengretl (ZDF)
- Max Grießer, Thomas Hackenberg, April Hailer, Geert Müller-Gerbes und Lutz Reichert für die Serie Wie bitte?! (RTL)
- Armin Maiwald für die Nachkriegsmaus aus der Reihe Die Sendung mit der Maus (WDR/ARD)
- Imo Moszkowicz als Regisseur für Über Kreuz (BR/ARD)
- Christian Rischert für das Stadtporträt Wiener Lust (BR/ARD)
- Andreas Christoph Schmidt für den Dokumentarfilm Festung Berlin – Der Untergang der Reichshauptstadt (SFB/ARD)
- Oliver Storz Sonderpreis für den Fernsehfilm Drei Tage im April (SDR/ARD/ARTE)
- Uschi Glas, Ehrenpreis des bayerischen Ministerpräsidenten

### 1994
- Wigald Boning, Olli Dittrich, Stefan Jürgens, Mirco Nontschew, Tanja Schumann, Esther Schweins und Hugo Egon Balder als Produzent für die Sendung RTL Samstag Nacht (RTL)
- Joachim Bublath für die Sendungen Abenteuer Forschung und Die knoff-hoff Show (ZDF)
- Max Färberböck für die Fernsehfilme Einer zahlt immer und Bella Block: Die Kommissarin (ZDF)
- Wolf Gaudlitz für die Reportage Gezählte Tage (Radio Bremen/ARD)
- Arabella Kiesbauer für die Sendung Arabella (Pro 7)
- Jennifer Nitsch für die Fernsehserie Nur eine kleine Affäre (ZDF)
- Udo Samel für den Fernsehfilm Durchreise – Die Geschichte einer Firma (ZDF)
- Thekla Carola Wied für das Fernsehspiel Ich klage an (SAT.1)
- Henric L. Wuermeling Sonderpreis für den Dokumentarbericht Netzwerk (BR/ARD)
- Gerd Ruge Sonderpreis für seine Berichte als ARD-Korrespondent in Moskau
- Willy Millowitsch, Ehrenpreis des bayerischen Ministerpräsidenten

### 1993
- Ingo Bethke und Ulrich Brochhagen für den Fernsehfilm Pulverfaß Provinz. Der 17. Juni 1953 im Bezirk Halle (MDR)
- Gero von Boehm für den Fernsehfilm Schöpfer Mensch (SWF)
- Franz Xaver Bogner für den Fernsehfilm Madame Bäurin (BR)
- Harald Juhnke für den Fernsehfilm Der Papagei (BR)
- Leslie Malton für den Fernsehfilm Der große Bellheim (ZDF)
- Linda de Mol für die Serie Traumhochzeit (RTL)
- Otto Schenk für die Fernsehfilme Duett (WDR/ORF) und Die Sternstunde des Josef Bieder (SDR/ORF)
- Dieter Wedel für den Fernsehfilm Der große Bellheim (ZDF)
- Karl Heinz Willschrei für Poker aus der Serie Wolffs Revier (SAT.1)
- Herbert Reinecker, Ehrenpreis des bayerischen Ministerpräsidenten

### 1992
- Jürgen Bretzinger und Susanne Schneider für den Fernsehfilm Fremde liebe Fremde (BR)
- Sabine Christiansen für die Sendung Tagesthemen (ARD)
- Maxim Dessau für das Filmporträt Ugorski, denn seinen Freunden gibt er’s schlafend (ZDF)
- Christian Frey und Heiner Sylvester für den Fernsehfilm Clara Mosch oder die schöpferische Zersetzung (MDR)
- Götz George und Hajo Gies für den Fernsehfilm Der Fall Schimanski (WDR)
- Detlev Kleinert für den Fernsehbericht Die Hölle von Sarajewo (BR)
- Roger Willemsen für das Magazin 0137 (Premiere)
- Rudolf Mühlfenzl als Ehrenpreisträger
- Hans Christian Blech, Ehrenpreis des bayerischen Ministerpräsidenten

### 1991
- Ernst Arendt und Hans Schweiger für den Fernsehfilm Lied der Landschaft aus der Reihe Tiere vor der Kamera (BR)
- Erich Böhme für die Talkshow Talk im Turm (SAT.1)
- Heinrich Breloer und Georg M. Hafner für das Fernsehspiel Kollege Otto – Die co op-Affäre (WDR)
- Hellmuth Karasek, Sigrid Löffler und Marcel Reich-Ranicki für die Sendung Das literarische Quartett (ZDF)
- Hape Kerkeling für die Sendung Total Normal (Radio Bremen)
- Mitarbeiter der Korrespondentenstellen von ARD + ZDF in Ost-Berlin
- Willy Purucker für die Serie Löwengrube (BR)
- Peter Scholl-Latour für die Sendereihe Das Schwert des Islam
- Sönke Wortmann für den Fernsehfilm Eine Wahnsinnsehe (ZDF)

### 1990
- Jo Baier für den Fernsehfilm Rosse (BR)
- Jurek Becker, Manfred Krug und Werner Masten für die Fernsehserie Liebling Kreuzberg (SFB/NDR/WDR)
- Karin Brandauer für die Fernsehfilme Marleneken (ZDF) und Verkaufte Heimat (ORF/NDR)
- Nikolaus Brender und Georg M. Hafner für die Reportage El Expectador – Der Tod schreibt mit (WDR)
- Eva Mieke für den Fernsehfilm Marleneken (ZDF)
- Günter Rohrbach für die Fernsehserie Rote Erde (WDR)
- Hartmut Schoen für die Reportage Kälte, Mord und Perestroika (ZDF)
- Dieter Wieland für die Reihe Topographie (BR)
- Peter von Zahn, Ehrenpreis des bayerischen Ministerpräsidenten

### 1989
- Fritz Egner für die Sendung Dingsda (BR)
- Marianne Hoppe für das Fernsehspiel Bei Thea (ZDF)
- Günther Jauch für die Sendungen Menschen, Na siehste und Das aktuelle Sportstudio (ZDF)
- Franz Peter Wirth für Die unruhige Nacht und Ein Stück Himmel
- Henric L. Wuermeling für die Sendereihe August '39 – Elf Tage zwischen Frieden und Krieg (ARD)
- Dana Vávrová und Werner Stocker für Herbstmilch
- Rüdiger Proske für die Sendereihe Mitten in Europa – Deutsche Geschichte (SAT.1)
- Helmut Ringelmann, Ehrenpreis des bayerischen Ministerpräsidenten